# Brucourt
Brucourt és un municipi francès situat al departament de Calvados i a la regió de Normandia. L'any 2007 tenia 131 habitants.

## Demografia

### Població
El 2007 la població de fet de Brucourt era de 131 persones. Hi havia 50 famílies de les quals 12 eren unipersonals (8 homes vivint sols i 4 dones vivint soles), 21 parelles sense fills, 13 parelles amb fills i 4 famílies monoparentals amb fills.
La població ha evolucionat segons el següent gràfic:
Habitants censats

### Habitatges
El 2007 hi havia 70 habitatges, 49 eren l'habitatge principal de la família, 19 eren segones residències i 2 estaven desocupats. Tots els 69 habitatges eren cases. Dels 49 habitatges principals, 41 estaven ocupats pels seus propietaris, 7 estaven llogats i ocupats pels llogaters i 1 estava cedit a títol gratuït; 1 tenia una cambra, 1 en tenia dues, 5 en tenien tres, 14 en tenien quatre i 28 en tenien cinc o més. 49 habitatges disposaven pel capbaix d'una plaça de pàrquing. A 19 habitatges hi havia un automòbil i a 26 n'hi havia dos o més.

### Piràmide de població
La piràmide de població per edats i sexe el 2009 era:
| Homes | Edats   | Dones |
| ----- | ------- | ----- |
| 0     | 95 o +  | 0     |
| 0     | 90 a 94 | 0     |
| 0     | 85 a 89 | 0     |
| 0     | 80 a 84 | 0     |
| 0     | 75 a 79 | 4     |
| 0     | 70 a 74 | 4     |
| 12    | 65 a 69 | 4     |
| 0     | 60 a 64 | 8     |
| 0     | 55 a 59 | 4     |
| 4     | 50 a 54 | 0     |
| 4     | 45 a 49 | 12    |
| 12    | 40 a 44 | 4     |
| 4     | 35 a 39 | 4     |
| 0     | 30 a 34 | 0     |
| 4     | 25 a 29 | 4     |
| 0     | 20 a 24 | 4     |
| 4     | 15 a 19 | 0     |
| 8     | 10 a 14 | 4     |
| 12    | 5 a 9   | 0     |
| 8     | 0 a 4   | 0     |

## Economia
El 2007 la població en edat de treballar era de 78 persones, 51 eren actives i 27 eren inactives. De les 51 persones actives 46 estaven ocupades (27 homes i 19 dones) i 5 estaven aturades (3 homes i 2 dones). De les 27 persones inactives 8 estaven jubilades, 11 estaven estudiant i 8 estaven classificades com a «altres inactius».
Activitats econòmiques
Dels 3 establiments que hi havia el 2007, 1 era d'una empresa de construcció i 2 d'empreses de comerç i reparació d'automòbils.
L'únic servei als particulars que hi havia el 2009 era una fusteria.
L'any 2000 a Brucourt hi havia 6 explotacions agrícoles.

## Poblacions més properes
El següent diagrama mostra les poblacions més properes.